# ¡Hola y adiós, mamá!
¡Hola y adiós, mamá! (Hangul: 하이바이, 마마!; RR: Haibai, mama!), es una serie de televisión surcoreana emitida del 22 de febrero al 19 de abril de 2020, a través de tvN.

## Sinopsis
Cha Yoo-ri ha sido una fantasma desde que murió en un trágico accidente hace cinco años. A través de un proyecto de reencarnación, se le da la posibilidad de convertirse en humana durante 49 días, por lo que regresa con su hija Cho Seo-woo y su esposo Cho Kang-hwa, un doctor torácico, quien después de la pérdida de Yoo-ri vivió como soltero hasta que se casó nuevamente hace dos años. Kang-hwa aunque es una persona caritativa, nunca ofrece ayuda cuando es necesario.
Ahora en la tierra Yoo-ri intentará aliviar el dolor de su hija y esposo antes de irse para siempre.

## Reparto[5]

### Personajes principales
| Actor         | Personaje        | Ocupación | N.º de episodios | Notas |
| ------------- | ---------------- | --------- | ---------------- | --- |
| Kim Tae-hee   | Cha Yoo-ri       | -         | 16               | [ 6 ] [ 7 ] [ 8 ] |
| Lee Kyu-hyung | Dr. Cho Kang-hwa | Doctor    | 16               | Es un hábil cirujano torácico quien después de perder a su esposa Cha Yoo-ri cuatro años atrás, se casa nuevamente, sin embargo su vida da un vuelco cuando descubre que Yoo-ri ha regresado. |
| Seo Woo-jin   | Cho Seo-woo      | -         | 16               | Es la hija de Cha Yoo-ri y Cho Kang-hwa. |
| Lee Si-woo    | Jang Pil-seung   | -         | -                | Es un piloto, cuya familia murió en un accidente automovilístico, lo presenció cuando era pequeño.                                                                                            |
| Shin Dong-mi  | Ko Hyun-jung     | -         | -                | Es la mejor amiga de Cha Yoo-ri. |

### Personajes recurrentes
| Actor          | Personaje       | N.º de episodios | Notas |
| -------------- | --------------- | ---------------- | --- |
| Kim Mi-kyung   | Jeon Eun-sook   | -                | Es la madre de Cha Yoo-ri. |
| Park Soo-young | Cha Moo-poong   | -                | Es el padre de Cha Yoo-ri. |
| Kim Mi-soo     | Cha Yeon-yi     | -                | Es la hermana de Cha Yoo-ri. |
| Ahn Nae-sang   | Profesor Jang   | -                | Es un médico y el jefe de Cho Kang-hwa. |
| Oh Eui-shik    | Kye Geun-sang   | -                | Es un psiquiatra, así como el esposo de Ko Hyun-jung y mejor amigo de Cho Kang-hwa. |
| Ban Hyo-jung   | Jung Gwi-sun    | -                | Es una fantasma que murió hace 7 años. |
| Bae Hae-sun    | Sung Mi-ja      | -                | Es la esposa de Man-seok y una fantasma que murió hace 55 años. |
| Han In-soo     | Cho Kyung-hwan  | -                | Es el presidente. |
| Park Eun-hye   | Seo Bong-yeon   | -                | Es la madre de Jang Pil-seung que murió hace 22 años en un accidente automovilístico junto con su esposo e hija. |
| Kim Dae-gon    | Jang Dae-choon  | -                | Es el padre de Jang Pil-seung que murió hace 22 años en un accidente automovilístico junto con su esposa e hija. |
| Shin Soo-yeon  | Jang Young-shim | -                | Es la hermana de Jang Pil-seung que murió hace 22 años en un accidente automovilístico junto con sus padres. |
| Ko Bo-kyul     | Oh Min-jung     | -                | Es la nueva esposa de Cho Kang-hwa, a pesar de que no es feliz en su matrimonio, ya que sabe que Kang-hwa sigue enamorado de Yoo-ri, por lo que decide separarse de él. Min-jung quiere a Cho Seo-woo como si fuera su hija. Cuando conoce a Yoo-ri, sin saber que es la primera esposa de Kang-hwa, se hace muy buena amiga de ella. |
| Yoon Sa-bong   | -               | -                | Es una chamana. |

### Otros personajes
| Actor                | Personaje                 | N.º de episodios | Notas                                                                       |
| -------------------- | ------------------------- | ---------------- | --------------------------------------------------------------------------- |
| Bae Yoon-kyung       | Park Hye-jin              | -                | Es una fantasma.                                                            |
| Moon Hee-kyung       | Lee Mi-ja                 | -                |                                                                             |
| Kang Yoon-jung       | -                         | -                |                                                                             |
| Lee Jae-woo (이재우) | Kang Sang-bong / Kang Bin | -                |                                                                             |
| Shim Wan-joon        | Shim Geum-jae             | -                |                                                                             |
| Choi Dae-sung        | -                         | -                |                                                                             |
| Baek Hyun-joo        | -                         | -                | Es una señora del almuerzo de la guardería a la que va la hija de Kang-hwa. |
| Lee Ji-ha            | -                         | -                | Es la madre de Park Hye-jin.                                                |

### Apariciones especiales
| Actor          | Personaje              | N.º de episodios | Notas                                                                                     |
| -------------- | ---------------------- | ---------------- | ----------------------------------------------------------------------------------------- |
| Lee Joong-ok   | Ji Park-ryeong         | 1, 10            | Es un fantasma en un apartamento.                                                         |
| Lee Jung-eun   | Ko Hyun-jung           | 4, 7-8, 10       | Es la madre de Ko Hyun-jung.                                                              |
| Woo Jung-won   | Hija de Jeong Gwi-soon | 8                | [ 26 ]                                                                                    |
| Lee Dae-yeon   | Kim Pan-seok           | 7, 9             |                                                                                           |
| Lee Byung-joon | Baek Sam-dong          | 7, 9             |                                                                                           |
| Kim Seul-gi    | Shin Soon-ae           | 10               | Es una fantasma que sigue a Cho Kang-hwa.                                                 |
| Yang Kyung-won | Kook-bong              | 10-15            | Es un exorcista, que está dispuesto ha hacer lo que sea con tal de llevarse a Cha Yoo-ri. |

## Episodios
La serie estuvo conformada por 16 episodios, los cuales fueron emitidos todos los sábados y domingos a las 21:00 (KST).

### Raitings
Los números en color rojo indican las calificaciones más bajas, mientras que los números en azul indican las calificaciones más altas.
| Episodio | Título | Fecha de emisión      | Participación promedio de audiencia | Participación promedio de audiencia | Participación promedio de audiencia |
| Episodio | Título | Fecha de emisión      | AGB Nielsen                         | AGB Nielsen                         |                                     |
| Episodio | Título | Fecha de emisión      | A escala nacional                   | Seúl                                |                                     |
| -------- | --- | --------------------- | ----------------------------------- | ----------------------------------- | ----------------------------------- |
| 1        | Life is Full of Unpredictable Surprises (인생은 예측 불가능의 연속이다)                                    | 22 de febrero de 2020 | 5.895%                              | 6.209%                              |                                     |
| 2        | Forgotten Season (잊혀진 계절)                                                                             | 23 de febrero de 2020 | 6.111%                              | 6.220%                              |                                     |
| 3        | Realizing the Beauty of Life is Only Possible After Death (죽어보니, 알 수 있는 것들 '美生')               | 29 de febrero de 2020 | 5.373%                              | 5.384%                              |                                     |
| 4        | There is Nothing That Won't Happen to Me (나에게 일어나지 않을 일은 없다)                                  | 1 de marzo de 2020    | 6.519%                              | 6.793%                              |                                     |
| 5        | Every Moment When Chance Turns Into Fate (우연이 운명으로 변하는 모든 순간들)                              | 7 de marzo de 2020    | 5.663%                              | 5.971%                              |                                     |
| 6        | Even in the Face of Death, Family is Still My Number One (죽음 앞에서도 나만 생각하지 않게 하는 것 '가족') | 8 de marzo de 2020    | 5.769%                              | 5.745%                              |                                     |
| 7        | Where Flower Blooms and Falls (꽃이 피고 진 자리)                                                          | 14 de marzo de 2020   | 6.101%                              | 5.958%                              |                                     |
| 8        | People Who Can't Say Goodbye (이별에 서툰 사람들)                                                          | 15 de marzo de 2020   | 5.428%                              | 5.550%                              |                                     |
| 9        | Goodbye and Hello to Your Light (안녕, 당신의 빛)                                                          | 21 de marzo de 2020   | 5.859%                              | 6.122%                              |                                     |
| 10       | Your Place Where I Cannot Reach (내게 주어진 '내 몫의 인생')                                               | 22 de marzo de 2020   | 5.431%                              | 5.930%                              |                                     |
| 11       | The Share of Life Given to Me (내게 주어진 '내 몫의 인생')                                                 | 28 de marzo de 2020   | 5.324%                              | 6.025%                              |                                     |
| 12       | The Days I Was Forgotten (내가 가려진 날들)                                                                | 29 de marzo de 2020   | 5.227%                              | 5.517%                              |                                     |
| 13       | A Story I Could Not See (나는 볼 수 없었던 이야기)                                                         | 11 de abril de 2020   | 4.707%                              | 5.086%                              |                                     |
| 14       | It’s Not Your Fault (당신 탓이 아니다)                                                                     | 5 de abril de 2020    | 4.226%                              | 4.460%                              |                                     |
| 15       | My Life's Tomorrow (내 인생의 '내일)                                                                       | 18 de abril de 2020   | 4.795%                              | 5.178%                              |                                     |
| 16       | Petals Fall, But the Flower Endures                                                                        | 12 de abril de 2020   | 5.133%                              | 5.737%                              |                                     |
| Promedio | Promedio                                                                                                   | Promedio              | 5.473%                              | 5.743%                              |                                     |

## Música

### Parte 1
| No. | Intérprete  | Canción                                          | Letra                    | Canción    | Duración |
| --- | ----------- | ------------------------------------------------ | ------------------------ | ---------- | -------- |
| 1   | Park Ji-min | "Time, Like a Shining Star" (별처럼 빛나는 시간) | Son Go-eun (de MonoTree) | Son Go-eun | 3:18     |
| 2   |             | "Time, Like a Shining Star" (Int.)               | -                        | -          | 3:18     |

### Parte 2
| No. | Intérprete     | Canción        | Letra                              | Canción                      | Duración |
| --- | -------------- | -------------- | ---------------------------------- | ---------------------------- | -------- |
| 1   | Kim Young-geun | "Touch"        | Park Geun-chul, Dani y Jung Su-min | Park Geun-chul y Jung Su-min | 4:49     |
| 2   |                | "Touch" (Int.) | -                                  | -                            | 4:49     |

### Parte 3
| No. | Intérprete | Canción           | Letra | Canción | Duración |
| --- | ---------- | ----------------- | ----- | ------- | -------- |
| 1   | Hen        | "To You" (너에게) | Hen   | Hen     | 3:44     |
| 2   |            | "To You" (Int.)   | -     | -       | 3:44     |

### Parte 4
| No. | Intérprete | Canción                      | Letra                                    | Canción                                  | Duración |
| --- | ---------- | ---------------------------- | ---------------------------------------- | ---------------------------------------- | -------- |
| 1   | Sohyang    | "Hopefully Sky" (하늘바라기) | Duble Sidekick, Jung Eun-ji y Long Candy | Duble Sidekick, Jung Eun-ji y Long Candy | 4:30     |
| 2   |            | "Hopefully Sky" (Int.)       | -                                        | -                                        | 4:30     |

### Parte 5
| No. | Intérprete    | Canción               | Letra                | Canción              | Duración |
| --- | ------------- | --------------------- | -------------------- | -------------------- | -------- |
| 1   | Parc Jae-jung | "In The Night"        | Jayins y Han Jae-wan | Jayins y Han Jae-wan | 4:20     |
| 2   |               | "In The Night" (Int.) | -                    | -                    | 4:20     |

## Producción
La serie fue creada por Studio Dragon. Previamente fue conocida como Goodbye Mom (Hangul: 안녕 엄마) y Hello, Mom.
Fue dirigida por Yoo Je-won, quien contó con el guionista Kwon Hye-joo (권혜주).
El personaje de Cho Seo-woo, la hija de Cha Yoo-ri y Cho Kang-hwa, en realidad fue interpretado por el actor infantil Seo Woo-jin.
La serie contó con el apoyo de la empresa productora MI Inc. y fue distribuida por tvN y Netflix.